# Ortonèctids
Els ortonèctids (Orthonectida, gr. 'que nada recte') constitueixen un embrancament petit i mal conegut de paràsits d'animals marins (mol·luscs i equinoderms entre altres), que es troben entre els organismes multicel·lulars més simples. Els adults són animals microscòpics amb forma de cuc, formats per una única capa de cèl·lules ciliades externes que envolten una massa de cèl·lules sexuals

## Biologia
Neden lliurement dins els cossos dels seus hostes, principalment cucs plans, poliquets, mol·luscs bivalves i equinoderms. Són gonocòrics, amb individus masculins i femenins per separat.
Quan estan preparats per reproduir-se, els adults surten de l'hoste, i l'esperma dels mascles penetra en els cos de les femelles per aconseguir una fecundació interna. El zigot resultant es desenvolupa en una larva ciliada que surt de la mare per trobar un nou hoste. Un cop trobat un hoste, la larva perd els seus cilis i esdevé una larva plasmodial (massa de citoplasma amb molts nuclis). Aquesta, al seu torn, es divideix en nombroses cèl·lules individuals que esdevindran la següent generacíó d'adults.

## Classificació
El fílum compta amb unes 20 espècies de les quals Rhopalura ophiocomae és la més coneguda. El fílum no està dividit en classes o ordres, i conté només dues famílies.
Encara que va ser originalment descrita el 1877 com una classe, i que havien estat agrupats amb els rombozous dins el fílum mesozous, estudis recents mostren que són ben diferents dels rombozous,.
Espècies conegudes:
Fílum Orthonectida
- Família Rhopaluridae
  - Gènere Ciliocincta
    - Ciliocincta akkeshiensis
    - Ciliocincta julini
    - Ciliocincta sabellariae

  - Gènere Intoshia
    - Intoshia leptoplanae
    - Intoshia linei
    - Intoshia major
    - Intoshia metchnikovi
    - Intoshia paraphanostomae
    - Intoshia variabili

  - Gènere Rhopalura
    - Rhopalura elongata
    - Rhopalura gigas
    - Rhopalura granosa
    - Rhopalura intoshi
    - Rhopalura litoralis
    - Rhopalura major
    - Rhopalura murmanica
    - Rhopalura ophiocomae
    - Rhopalura pelseneeri
    - Rhopalura philinae
    - Rhopalura pterocirri
    - Rhopalura vermiculicola

  - Gènere Stoecharthrum
    - Stoecharthrum burresoni
    - Stoecharthrum fosterae
    - Stoecharthrum giardi
    - Stoecharthrum monnati
- Família Pelmatosphaeridae
  - Gènere Pelmatosphaera
    - Pelmatosphaera polycirri